# 광명고등학교 (부산)
광명고등학교(光明高等學校)는 대한민국 부산광역시 영도구 동삼동에 있는 사립 고등학교이다.

## 학교 연혁
- 1973년 12월 24일 : 학교 법인 광명학원 인가
- 1973년 12월 24일 : 이학수 설립 이사장 취임
- 1986년 7월 9일 : 광명고등학교 설립 계획 승인
- 1986년 8월 1일 : 학교 설립 공사 착수
- 1987년 12월 30일 : 학교 시설 공사 완료, 부지 14,200평 (본관건물 1,500평 운동장 3,000평)
- 1988년 12월 5일 : 초대 박태화 교장 취임
- 1989년 3월 3일 : 제1회 입학식(434명)
- 1992년 2월 13일 : 제1회 졸업식(410명)
- 1993년 5월 7일 : 체육관(강당) 준공식 및 선구자 시비 제막식
- 1995년 7월 9일 : 우찬 이학수 선생 흉상 제막식
- 2005년 2월 15일 : 학교 전자도서관 준공(2006. 4. 27 준공식)
- 2007년 9월 1일 : 제4대 이근우 이사장 취임
- 2009년 7월 8일 : 교육과학기술부 지정 사교육없는 연구학교
- 2011년 3월 1일 : (수학.과학) 과목중점형 교과교실제 운영학교 지정
- 2023년 12월 28일 : 제33회 졸업식(66명, 연 8,549명)
- 2024년 3월 4일 : 제36회 입학식(146명)
- 2024년 9월 1일 : 제10대 신제우 교장 취임

## 참고 자료
- 광명고등학교 - 한국교육학술정보원 학교알리미